# Chauffour-lès-Bailly
 Chauffour-lès-Bailly  là một xã ở tỉnh Aube, thuộc vùng Grand Est ở phía bắc miền trung nước Pháp.